# Ctenotus aphrodite
Ctenotus aphrodite (гребневухий сцинк Афродіти) — вид сцинкоподібних ящірок родини сцинкових (Scincidae). Ендемік Австралії. Деякі дослідники вважають цей вид синонімом Ctenotus septenarius.

## Поширення й екологія
Гребневухі сцинки Афродіти відомі з типової місцевості, що лежить на південному заході Квінсленду, в околицях Діамантіна-Лейкс.